# José Madriz
José Madriz Rodríguez (* 21. Juli 1867 in León, Nicaragua; † 14. Mai 1911 in Mexiko-Stadt, Mexiko) war ein nicaraguanischer Politiker der Partido Liberal und von 1909 bis 1910 Präsident des Landes.

## Leben
Madríz war der nicaraguanische Delegierte beim Zentralamerikanischen Gerichtshof in Cartago er segelte am 17. Dezember 1909 nach Nicaragua und übernahm die Präsidentschaft. José Santos Zelaya,  trat am 21. Dezember 1909 zurück. Madriz wurde durch das Parlament zum Präsidenten bestimmt. Der US-Außenminister Philander C. Knox hatte die diplomatischen Beziehungen mit der Nota Knox eingestellt. Madriz sandte Dr. Modesto Barrios und Dr. Sebastian Salinas als Gesandte nach Washington, diese wurden aber von der US-Regierung von William Howard Taft nicht empfangen, die Regierung Madriz wurde von ihr nicht anerkannt, die Unterstützung der Aufständischen der Partido Conservador wurde fortgesetzt.
Innenpolitische Konflikte und die Einflussnahmen der US-Regierung zwangen ihn zur Aufgabe seines Amtes. Er starb im Alter von 44 Jahren im Exil in Mexiko-Stadt. Seine sterblichen Überreste wurden am 29. November 1965 nach Nicaragua zurückgeführt.

## Ehrungen
Das 1936 geschaffene Departamento Madriz trägt seinen Namen.